# 沃洛德米里夫斯凯 (扎波罗热州)

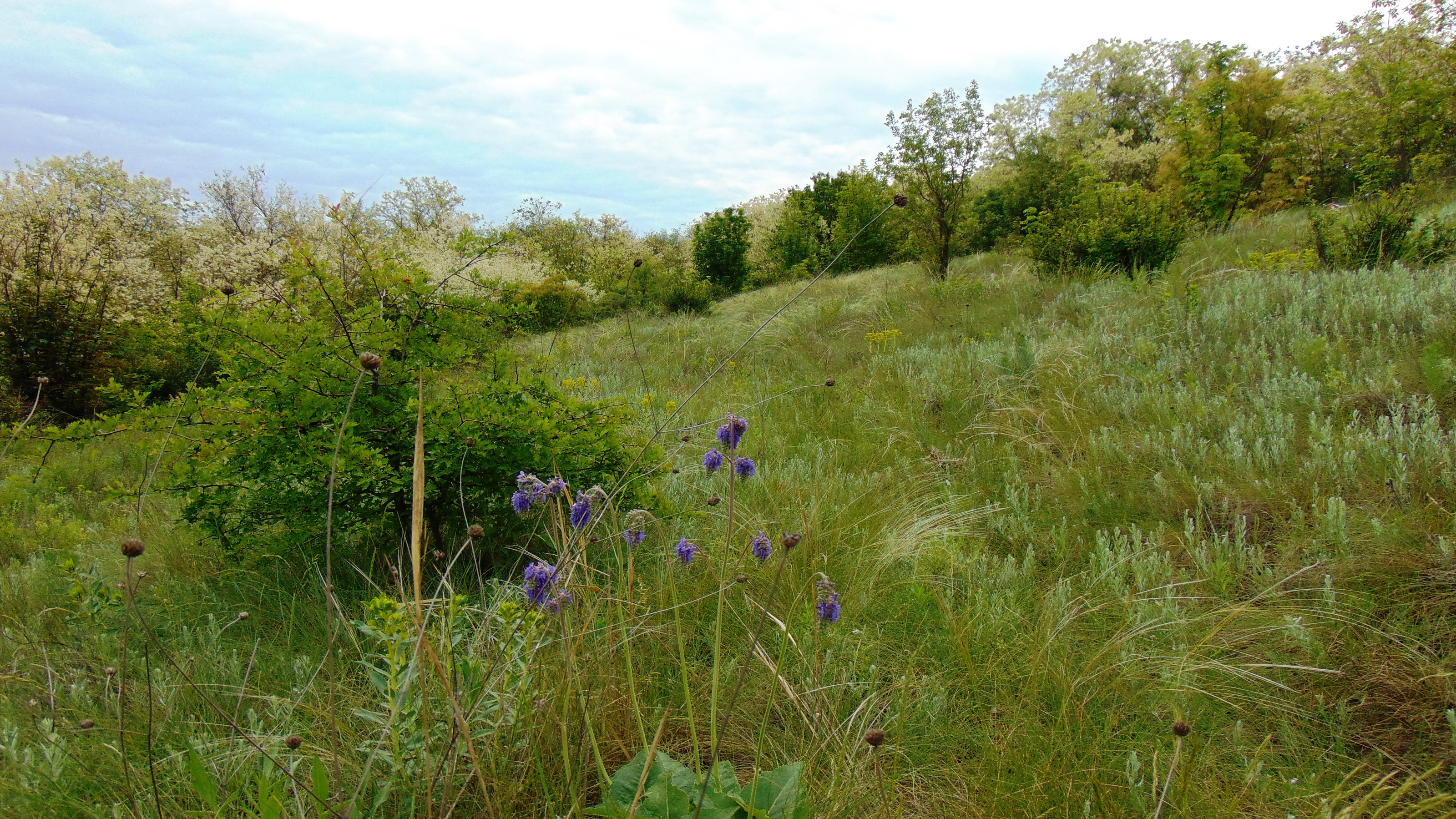
自然风景

47°55′55″N 35°4′23″E / 47.93194°N 35.07306°E
沃洛德米里夫斯凱（烏克蘭語：Володимирівське）是位於烏克蘭東南部的村莊，由扎波羅熱州扎波羅熱区的希羅凱市鎮負責管轄。該村始建於1865年，面積2.56平方公里，海拔高度79米，2001年人口1,711，人口密度每平方公里66.7人。